# تاريخ ائتماني
التاريخ الائتماني هو سجل لسداد المقترض المسؤول للديون. التقرير الائتماني هو سجل للتاريخ الائتماني للمقترض من عدة مصادر، بما في ذلك البنوك وشركات بطاقات الائتمان ووكالات التحصيل والحكومات. درجة المقترض الائتمانية هي نتيجة تطبيق خوارزمية حسابية على تقرير الائتمان ومصادر المعلومات الأخرى للتنبؤ بالتقصير المستقبلي في السداد.
في العديد من البلدان عندما يقدم العميل طلبًا للحصول على ائتمان من بنك أو شركة بطاقات ائتمان أو متجر، تُحوّل معلوماته إلى مكتب ائتمان. يطابق مكتب الائتمان الاسم والعنوان والمعلومات التعريفية الأخرى على طلب الائتمان المُقدم مع المعلومات التي يحتفظ بها المكتب في ملفاته. ثم يستخدم المُقرِضون السجلات المجمعة لتحديد الجدارة الائتمانية للفرد؛ أي تحديد قدرة الفرد على سداد الدين وتتبع سجلات السداد. يتضح الاستعداد لسداد الديون من كيفية سداد الدفعات السابقة في الوقت المناسب للمقرضين الآخرين. يود المُقرضون أن يروا التزامات دين المستهلك تُدفع بانتظام وفي الوقت المحدد، ولذلك يركزون بشكلٍ خاص على المدفوعات الفائتة وقد لا يركزون، مثلًا، يعتبرون الدفعات الزائدة بمثابة تعويض عن المدفوعات الفائتة.

## استخدام التاريخ الائتماني
دارت مناقشات كثيرة حول دقة البيانات في تقارير المستهلكين. وبشكل عام، أكد المشاركين الصناعيين أن البيانات الواردة في تقارير الائتمان دقيقة للغاية. وأشارت مكاتب الائتمان إلى دراستها الخاصة التي تتضمن 52 مليون تقرير ائتماني لتؤكد أن البيانات الواردة في التقارير دقيقة للغاية. شهد اتحاد بيانات المستخدم الصناعي أمام كونغرس الولايات المتحدة أن أقل من اثنين في المئة من التقارير التي أدت إلى منازعات المستهلكين احتوت على بيانات محذوفة لأنها كانت خاطئة. ومع ذلك، هناك قلق واسع النطاق من كون المعلومات الواردة في تقارير الائتمان عرضة للخطأ. لهذا أصدر الكونغرس الأميركي سلسلة من القوانين الرامية إلى حل كل من الأخطاء وتصور الأخطاء.
إذا نازع المستهلك الأميركي في بعض المعلومات في التقرير الائتماني، يكون لدى مكتب الائتمان 30 يومًا للتحقق من صحة البيانات. يُحل أكثر من 70% من منازعات المستهلكين هذه في غضون 14 يومًا ثم يُعلم المستهلك بالقرار. تذكر لجنة التجارة الفيدرالية أن أحد مكاتب الائتمان الكبيرة لاحظ أن 95% من المنازعين في بند ما يبدون راضين عن النتيجة.
العامل الآخر في تحديد ما إذا كان المُقرض سيوفر ائتمانًا استهلاكيًا أو قرضًا يعتمد على الدخل. فكلما ارتفع الدخل وتساوت كل العوامل الأخرى، زاد الائتمان الذي يستطيع المستهلك الحصول عليه. لكن يتخذ المُقرضون قرارات منح الائتمان بالاعتماد على القدرة على سداد الدين (الدخل) والاستعداد (التقرير الائتماني) كما هو مبين في تاريخ المدفوعات المنتظمة وغير المفقودة.
تساعد هذه العوامل المقرضين في تحديد ما إذا كان ينبغي لهم أن يقدموا الائتمان، وبأي شروط. وباعتماد التسعير المستند على المخاطر على جميع الأقراض تقريبًا في صناعة الخدمات المالية، يصبح هذا التقرير أكثر أهمية لأنه عادةً ما يكون العنصر الوحيد المستخدم في اختيار المعدل السنوي المئوي وفترة السماح والالتزامات التعاقدية الأخرى لبطاقة الائتمان أو القرض.

## حساب درجة الائتمان
تختلف درجات الائتمان من نموذج تقييم إلى آخر ولكن بشكل عام يُعد نظام تقييم فيكو (شركة فير إسحاق) المعيار في الولايات المتحدة وكندا وغيرها من المناطق العالمية. العوامل متشابهة وقد تشمل:
- تاريخ الدفع (يساهم بنسبة 35% في مقياس فيكو): يمكن لسجل من المعلومات السلبية أن يقلل تقييم أو درجة ائتمان المستهلك. عمومًا، تبحث أنظمة تقييم المخاطر عن أي من الأحداث السلبية التالية؛ الديون غير القابلة للتحصيل، والمبالغ المُحصلة، والمدفوعات المتأخرة، واسترداد الممتلكات، والرهن العقاري، والتسويات، والإفلاس، والرهونات والأحكام. تتناول شركة فيكو ضمن هذه الفئة شدة وعمر وانتشارالعناصر السلبية. ويُعتبر الدين الجديد غير المسدد أو المتأخر أسوأ من الديون القديمة غير المسددة أو المتأخرة والأكثر شدة أسوأ من الأقل شدة والكثير أسوأ من القليل.
- الدين (يساهم بنسبة 30% في درجة ائتمان فيكو): تتناول هذه الفئة مقدار ونوع الدين الذي يحمله المستهلكون كما يتضح في تقاريرهم الائتمانية. يُطلق على مبلغ الدين المُقسم على إجمالي حد الائتمان نسبة استخدام الائتمان. هناك ثلاثة أنواع من الديون يتناولها هذا الحساب:[5]
  - الدين المتجدد: هو دين بطاقة الائتمان وديون بطاقات التجزئة وبعض البطاقات البترولية. ورغم أن حدود الائتمان للأصل العقاري لها شروط متجددة؛ إلا أن الجزء الأكبر من الديون المعتبرة هي ديون متجددة غير مضمونة حقيقية مُقترضة على البلاستيك (البطاقات الائتمانية). يسمى القياس الأكثر أهمية في هذه الفئة «الانتفاع المتجدد»، وهو العلاقة بين أرصدة بطاقات الائتمان الإجمالية للمستهلك وحدود بطاقة الائتمان المتاحة، ويسمى أيضًا «المفتوح للشراء». يُعبرعن ذلك كنسبة مئوية ويُحسب بقسمة أرصدة بطاقات الائتمان الإجمالية على حدود الائتمان الإجمالية وضرب النتيجة في 100، مما يعطي نسبة الاستخدام. كلما زادت هذه النسبة المئوية، انخفضت درجة حامل البطاقة على الأرجح. لهذا لا يُعد إغلاق بطاقات الائتمان فكرة جيدة لشخص يحاول تحسين درجته الائتمانية. يؤدي إغلاق حساب ائتماني واحد أو أكثر إلى تقليل إجمالي حدود الائتمان المتاحة وتُحتمل زيادة نسبة الاستخدام ما لم يخفض حامل البطاقة أرصدته بنفس السرعة.
  - دين التقسيط: يحتوي هذا الدين على دفعات ثابتة خلال فترات زمنية ثابتة. يُعد قرض السيارات مثالًا جيدًا إذ يدفع حامل البطاقة عمومًا نفس الدفعات لمدة 36 أو 48 أو 60 شهرًا. رغم أخذ ديون التقسيط في الاعتبار في أنظمة تقييم المخاطر، إلا أنها في المرتبة الثانية في الأهمية خلف ديون بطاقات الائتمان المتجددة. يُضمن سداد الأقساط بشكل عام بأصل مثل السيارة أو المنزل أو القارب. وهكذا يستخدم المستهلكون جهودًا استثنائية لتسديد مدفوعاته حتى لا يستحوذ المقرض على أصولهم لعدم الدفع.
  - الدين المفتوح: هو أقل أنواع الديون شيوعًا. وهو الدين الذي يجب دفعه بالكامل كل شهر. مثل أي من بطاقات المشتريات الآجلة التي تُعد منتجات «مدفوعة بالكامل»، بطاقة أمريكان إكسبريس غرين هي مثال شائع. يُعامل الدين المفتوح كدين بطاقات الائتمان المتجدد في الإصدارات الأقدم من نظام تقييم فيكو ولكنه مستبعد من حساب الاستخدام المتجدد في الإصدارات الأحدث.
- الوقت في الملف (عمر ملف الائتمان) (يساهم بنسبة 15% من درجة فيكو): كلما كان التقرير الائتماني لحامل البطاقة أقدم، كان أكثر استقرارًا بشكل عام. وهكذا، ينبغي أن تستفيد درجاتهم من تقرير الائتمان القديم. يُحدد هذا «العمر» بطريقتين. عمر ملف الائتمان لحامل البطاقة ومتوسط عمر الحسابات في ملف ائتمانه. يُحدد عمر ملف ائتمانه بواسطة «تاريخ فتح» الحساب الأقدم. يُحدد متوسط العمرعن طريق حساب متوسط عمر كل حساب في تقرير الائتمان، سواء كان مفتوحًا أو مغلقًا.
- تنوع الحساب (يساهم بنسبة 10% في درجة فيكو): تستفيد الدرجة الائتمانية لحامل البطاقة من وجود مجموعة متنوعة من أنواع الحسابات في ملفهم الائتماني. يُعد امتلاك خبرة في أنواع حسابات متعددة (التقسيط، أو المتجدد، أو السيارات، أو الرهن العقاري، البطاقات، إلخ.) أمرًا جيدًا بالنسبة لدرجاتهم لأنها تثبت القدرة على إدارة أنواع مختلفة من الحسابات.
- البحث عن ائتمان جديد (استفسارات ائتمانية) (تساهم بنسبة 10% من درجة فيكو): يُلاحظ وجود استفسار في كل مرة تطلب فيها شركة بعض المعلومات من ملف الائتمان للمستهلك. هناك عدة أنواع من الاستفسارات التي قد تؤثر أو لا تؤثر على درجة الائتمان. وفيما يلي الاستفسارات التي لا تؤثر على الجدارة الائتمانية للمستهلك، المعروفة أيضًا باسم «الاستفسارات الميسرة»، التي تبقى على تقارير ائتمان المستهلك لمدة 6 أشهر ولا تكون مرئية أبدًا للمقرضين أو لنماذج تقييم الائتمان:

1. تحريات استفسارات مسبقة: قد يبيع فيها مكتب الائتمان معلومات الاتصال للشخص لمؤسسة تصدر بطاقات الائتمان والقروض والتأمين بناءً على معايير معينة وضعها المقرض.
2. يفحص الدائن ملفات ائتمان عملائه بشكل دوري. ويُشار إلى ذلك بإدارة الحسابات أو صيانة الحسابات أو مراجعة الحسابات.
3. يمكن لوكالة استشارية ائتمانية وبإذن من العميل، الحصول على تقرير ائتماني للعميل بدون أي إجراء سلبي.
4. يمكن للمستهلك التحقق من تقرير ائتمانه دون التأثير على الجدارة الائتمانية، يُشار إلى ذلك باسم استفسار «كشف المستهلك».
5. استفسارات فحص التوظيف.
6. الاستفسارات المتعلقة بالتأمين.

## الاستفسارات المتعلقة بالفائدة
يجري المقرضون الاستفسارات التي يمكن أن يكون لها تأثير على الجدارة الائتمانية للمستهلك، ومرئية للمقرضين ولنماذج تقييم الائتمان، تُعرف أيضًا بـ«الاستفسارات الصعبة»، عندما يطلب المستهلكون الائتمان أو القرض، في إطار الغرض المسموح. يمكن للمقرضين عندما يمنحوا غرضًا مسموحًا، أن «يسحبوا» ملف المستهلك لأغراض تقديم الائتمان للمستهلك، كما هو محدد في قانون التقرير الائتماني العادل. قد تؤثر الاستفسارات الصعبة أحيانًا على درجة الائتمانية للمقترض. ويمكن أن يُحسن الاحتفاظ بالاستفسارات الائتمانية في الحد الأدنى في تصنيف ائتمان الشخص. قد ينظر المقرض إلى العديد من الاستفسارات خلال فترة قصيرة في تقرير الشخص كإشارة إلى أن الشخص يواجه صعوبة مالية، وقد يعتبر ذلك الشخص مخاطرة ائتمانية سيئة.